# Dracaena brachystachys
Dracaena brachystachys är en sparrisväxtart som beskrevs av Joseph Dalton Hooker. Dracaena brachystachys ingår i släktet dracenor, och familjen sparrisväxter. Inga underarter finns listade i Catalogue of Life.